# Rađenovići (Srebrenica)
Pour les articles homonymes, voir Rađenovići.
Rađenovići (en serbe cyrillique : Рађеновићи) est un village de Bosnie-Herzégovine. Il est situé dans la municipalité de Srebrenica et dans la république serbe de Bosnie. Selon les premiers résultats du recensement bosnien de 2013, il compte 106 habitants.

## Géographie
Rađenovići est situé sur la rive gauche de la Drina.

## Démographie

### Répartition de la population par nationalités (1991)
En 1991, le village comptait 510 habitants, tous Musulmans (Bosniaques).